# Europa (córka Agenora)

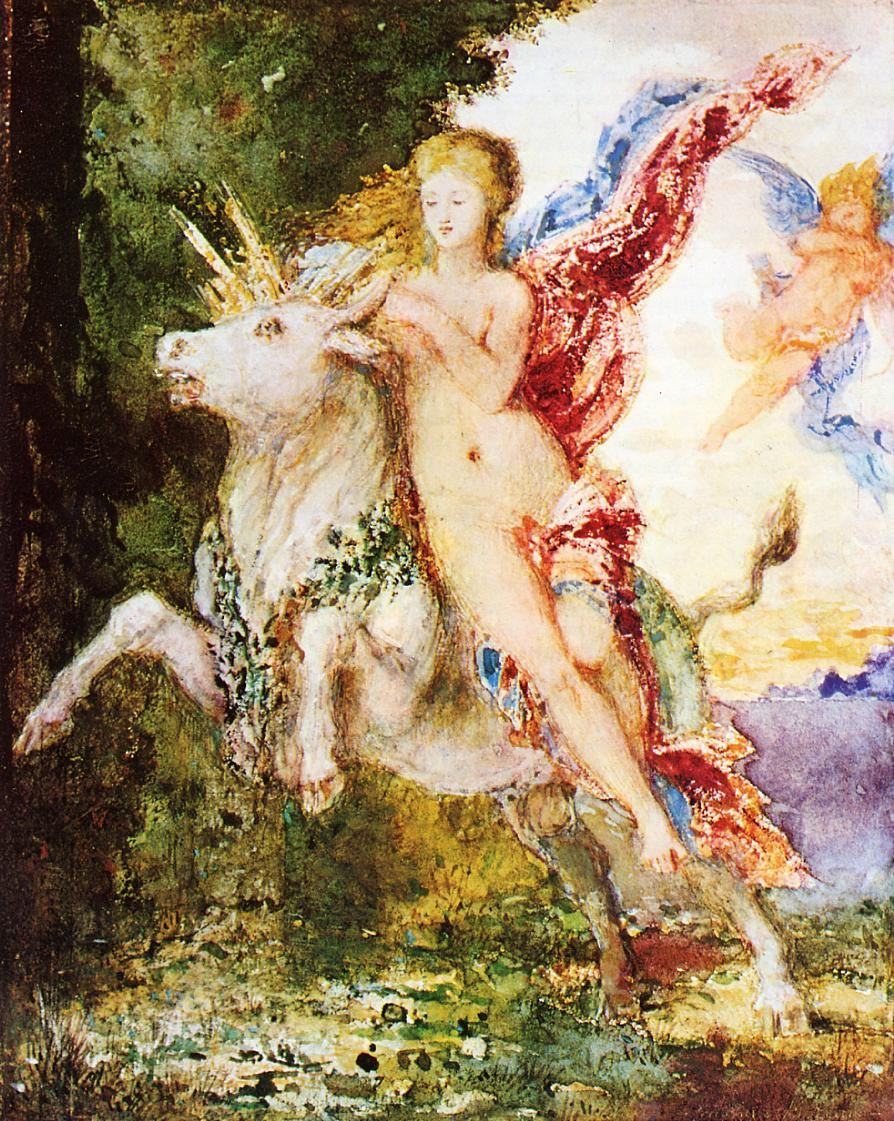
Europa i Byk, Gustave Moreau, 1869

Europa (gr. Εὐρώπη Eurṓpē, łac. Europa) – w mitologii greckiej królewna tyryjska i królowa kreteńska, córka Agenora, fenickiego władcy miast Sydonu i Tyru i jego pierwszej lub drugiej żony – Telefassy, Argiope lub Antiope.
Słynęła z niezwykłej urody. Zeus, zakochawszy się w Europie, przybrał postać pięknego śnieżnobiałego byka i zjawił się na łące, miejscu zabaw Europy i jej towarzyszek. Europa uwiedziona łagodnością i delikatnością byka usiadła na jego grzbiecie. Zeus-byk korzystając z tej sytuacji zerwał się do ucieczki i nie spoczął, dopóki nie przepłynął morza i nie dobiegł do cudownej groty położonej na Krecie.
Zamieszkawszy na Krecie, Europa urodziła Zeusowi dwóch synów: Minosa i Radamantysa. Niektóre źródła mówią także o trzecim: Sarpedonie. Europa wyszła później za mąż za Asteriona, króla Krety, który adoptował jej dzieci, a byk został umieszczony przez bogów na nieboskłonie w postaci gwiazdozbioru Byka. Otaczano ją boską czcią. Uważano ją za najpiękniejszą kobietę na świecie. Mit o Europie jest początkiem tzw. mitów tebańskich (podróże Kadmosa, założenie Teb, mit o Edypie itd.).
Mit o porwaniu Europy był wykorzystywany jako temat wielu dzieł antycznej sztuki greckiej (rzeźba) i rzymskiej (malarstwo ścienne - Pompeje), ale także sztuki europejskiej na przestrzeni wieków (głównie w malarstwie od XV do XIX wieku) – Tycjan, Guido Reni, Rembrandt, Giovanni Battista Tiepolo, Gustave Moreau). Grota, hipotetyczne miejsce schronienia Europy, jest w dzisiejszych czasach atrakcją turystyczną Krety.
Imieniem królewny nazwano jeden z księżyców galileuszowych Jowisza – Europa. Pomysłodawcą nazwy był Simon Marius.